# 紫喉星额蜂鸟
紫喉星额蜂鸟（学名：Coeligena violifer），是雨燕目蜂鸟科的一种鸟类。
紫喉星额蜂鸟体重约7.39克，翼长约73.2毫米，嘴峰长约38.9毫米，喙宽度约3毫米，喙厚度约2.5毫米，跗蹠长约5.1毫米，尾长约50.4毫米。紫喉星额蜂鸟在其分布区内为留鸟，其栖息在密集的高大树木组成的森林中，食性为草食性，主要食物来源是植物的花蜜。

## 亚种
- ：分布于厄瓜多尔南部洛哈至秘鲁胡宁、瓦努科和利马的安第斯山脉地区。
- ：分布于秘鲁南部阿亚库乔的阿普里馬克大區和库斯科西部的安第斯山脉地区，曾被视为单独的物种。
- ：分布于秘鲁东南部库斯科和普诺东部的安第斯山脉地区。
- ：分布于玻利维亚西北部拉巴斯和科恰班巴的安第斯山脉地区。[4]